# Breguet Br. 763 Provence
A Br.763 Provence egy négymotoros, kettős fedélzetű utasszállító repülőgép, amelyet a francia Breguet gyár tervezett és épített meg.

## Története
Miután elkészítette a Breguet 500 utasgépet, a Breguet gyár 1944-ben nagyobb repülőgépet akart építeni. Hogy kielégítő utas- és áruszállító kapacitást kínálhassanak a vevőknek, olyan utasgép mellett döntöttek, amelynek, mint a neve (Deux ponts) is mutatja, két fedélzete van. Összesen 13 gép került katonai szállítógépként hadrendbe, köztük négy Sahara elnevezésű Breguet 765.
Az eredeti elrendezésben az Air France Provence-ainak felső fedélzetén volt a turistaosztály 59 üléssel, az alsón pedig a másodosztály, 48 utashellyel. A típus leginkább az észak-afrikai vonalakon, rövid ideig Párizs és London között is repült. A "Deux-Ponts" eredeti prototípusának kettős vezérsíkja volt, de a későbbi gépekre középen még egy - a Provence-on feltűnően lekerekített - stabilizátor került. Hogy a gép megfeleljen az Air France kapacitásigényeinek, változtatni kellett a szárny formáján is. Az alsó fedélzeten és a hátsó lépcső mögött elhelyezett üléseket ki lehetett venni, hogy több hely jusson a szállítandó rakománynak. A törzs hátsó részének rakodóajtói kétoldalra nyíltak. Miután más típusok kiszorították a Provence-ot, hat repülőgépet a francia légierő vett át. A maradék hat gépet a rakományt a felső fedélzetre emelő csörlőkkel és más emelőberendezésekkel Universal néven teherszállítógépekké alakították át. Ennél a változatnál a maximális hasznos terhelhetőség 13150 kg-ra nőtt, és a felső fedélzetre még 29 utasülést is el lehetett helyezni.

## Jellegzetességek
- Az első francia gyártású sorozatgépek, amelyekkel az Air France a háború után repült, a Br. 763-asok voltak.
- A francia szállításügyi miniszter utasította az Air France-t, hogy a vállalat vásároljon tizenkét Br. 763-ast.
- A Br. 765 Saharával 146 katonát vagy 85 hordágyon fekvő sebesültet és az őket ellátó egészségügyieket vagy nagy katonai járműveket lehetett szállítani.
- A Saharák 1417 kW max. teljesítményű motorokkal repültek. A francia légierő 1972-ben selejtezte az utolsó Saharát.
- Az Air France Provence-nak hívta tizenkét Br.763-asát, de inkább "Deux-Ponts"-ként (Kettősfedélzetűek) váltak ismertekké.